# NGC 7299
NGC 7299 este o galaxie situată în constelația Cocorul. A fost descoperită în 1 septembrie 1834 de către John Herschel.